# ریموند لاولر
ریموند لاولر (انگلیسی: Raymond Lawler؛ ۲۲ فوریه ۱۸۸۸ – ۲۸ ژوئن ۱۹۴۶) یک بازیکن فوتبال اهل ایالات متحده آمریکا بود.